# Darren Ward (Fußballspieler, 1974)
Darren Ward (* 11. Mai 1974 in Worksop, England) ist ein ehemaliger walisischer Fußballspieler. Der Torhüter stand bis 2009 beim englischen Klub AFC Sunderland unter Vertrag.

## Vereinskarriere
Ward begann seine Profikarriere bei Mansfield Town und wechselte 1995 für £150.000 zu Notts County, wo er in den folgenden sechs Spielzeiten auf 252 Ligaeinsätze kam. 1997 stieg er mit dem Klub aus der Football League Second Division (3. Liga) in die Third Division (4. Liga) ab, kehrte aber bereits nach einer Spielzeit wieder in die Drittklassigkeit zurück. 2001 wechselte Ward ablösefrei zum Stadtrivalen Nottingham Forest in die First Division (2. Liga) und verbrachte dort fast drei Jahre als Stammtorhüter. Nach einer Verletzung im Februar 2004 wurde Paul Gerrard als Ersatz zunächst ausgeliehen und für die Saison 2004/05 verpflichtet.
Ward verließ daraufhin den Verein und wurde für £250.000 vom Premier-League-Klub Norwich City verpflichtet, kam dort aber zu keinem Zeitpunkt an Robert Green und Paul Gallacher vorbei. So kam er in zwei Jahren nur zweimal als Einwechselspieler zum Zug. Sein Erstligadebüt gab er dabei am 13. November 2004, als er bei der 0:4-Niederlage bei Charlton Athletic nach 63. Minuten für Green eingewechselt wurde und noch zwei Gegentreffer hinnehmen musste. 
Nachdem sein Vertrag 2006 ausgelaufen und von Norwich nicht mehr verlängert worden war, absolvierte er bei Barnsley, Sheffield United und Leeds United Probetrainings, konnte sich allerdings bei allen drei Klubs nicht für einen Vertrag empfehlen. Letztlich unterzeichnete er einen Einjahresvertrag beim Zweitligisten Sunderland. Dort konnte er im Oktober 2006 Ben Alnwick als Stammtorhüter der Black Cats ablösen und kehrte am Saisonende als Meister in die Premier League zurück. Für die Spielzeit 2007/08 verpflichtete Sunderland den schottischen Nationaltorhüter Craig Gordon für neun Millionen Pfund, wodurch Ward auf die Ersatzbank rückte. Nach einer Serie von Niederlagen setzte Manager Roy Keane Ward in drei Ligapartien im Dezember 2007 ein, zog aber anschließend Gordon dem walisischen Keeper wieder vor. Im März 2009 schloss sich Ward bis zum Ende der Saison 2008/09 auf Leihbasis dem Zweitligisten Wolverhampton Wanderers an. Dort kam er jedoch verletzungsbedingt nicht zum Einsatz und kehrte nach Sunderland zurück. Im Sommer 2009 beendete der 35-jährige Darren Ward seine Spielerlaufbahn.

## Nationalmannschaft
Nach einem Einsatz für Wales B im Februar 1999 gegen Nordirland B (Endstand 1:0) debütierte der Torhüter 2000 im Waliser Nationaldress gegen Portugal. Insgesamt wurde er zwischen 2000 und 2005 in fünf Freundschaftsspielen eingesetzt. Zuletzt wurde er im Februar 2007 für die EM-Qualifikationsspiele gegen Irland und San Marino in den Kader berufen, musste aber verletzungsbedingt absagen.